# Marbella

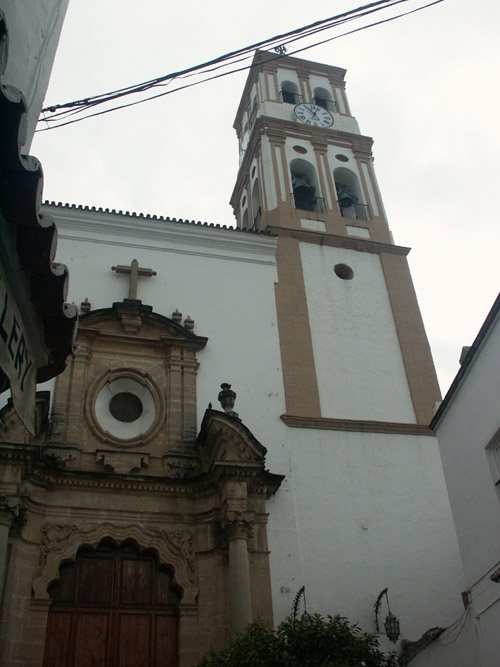
Iglesia de la Encarnación

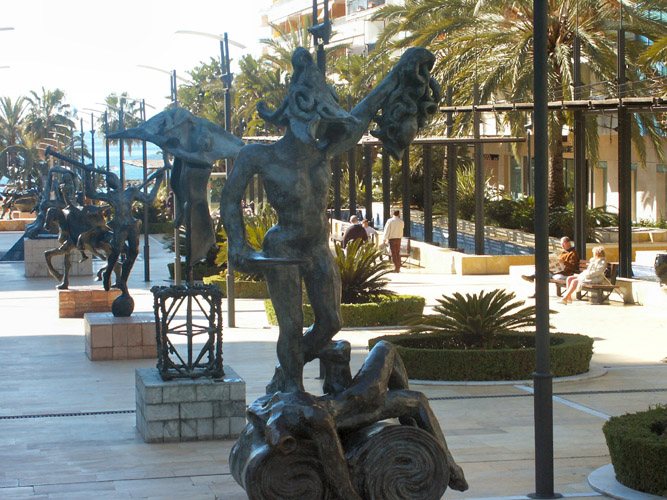
Bronzen beelden van Salvador Dalí

Marbella is een mondaine badplaats in Andalusië, Spanje, aan de Middellandse Zee, tussen Málaga en Gibraltar in, en aan de voet van de Sierra Blanca gelegen. Op 1 januari 2012 had de stad 140.473 inwoners.

## Badplaats
Marbella is een van de belangrijkste badplaatsen van de Costa del Sol, en het is er een groot deel van het jaar dan ook erg zonnig (met 18,7°C als jaarlijks gemiddelde dagtemperatuur). Er zijn veel hotels en toeristenappartementen, waar vooral veel welgestelde toeristen verblijven. Marbella bezit meer dan tien golfterreinen en Puerto Banús is de meest prestigieuze plezierjachthaven van de Middellandse Zee.

## Geschiedenis van Marbella
In de bergen rond Marbella zijn archeologische opgravingen gedaan, die wijzen op bewoning in de paleolithische en neolithische tijd. Ook zijn er overblijfselen gevonden van Fenicische en latere Carthaginensische nederzettingen in het gebied van de Rio Real. In de Romeinse tijd heette de stad Salduba.
Tijdens de Moorse islamitische overheersing bouwden de moslims een kasteel in deze stad, en ommuurden zij deze. De naam Marbella, afkomstig van Marbal·la (مربلة), dateert uit deze islamitische tijd. In 1485 werd het door de Spanjaarden heroverd.

## Demografische ontwikkeling
Bron: INE; 1857-2011: volkstellingen
Opm: Bevolkingscijfers in duizendtallen

## Bezienswaardigheden in en rond Marbella
- Het oude centrum met:
  - La Iglesia de la Encarnación
  - het Stadhuis op de Plaza de los Naranjos
  - Arabische muur
- Het Almeda Park bekend om zijn zitbanken uit keramiek
- De bronzen beelden van Salvador Dalí op de Av. del Mar
- Bonsaimuseum
- Museo del Grabado Español Contemporáneo
- Puerto Banús, de prestigieuze jachthaven
- Playa de la Bajadilla (strand)
- Playa de Fontanilla (strand)
- Puerto Deportivo (de haven van Marbella)
- Paseo Marítimo (boulevard langs het strand)
- Parque de la Constitución (park in het centrum)

## Jaarlijks terugkerende evenementen
- De processies tijdens de "Semana Santa" tijdens de Goede Week
- Feest van "San Bernabé" op 11 juni
- Zeefeest van de "Virgen del Carmen" op 16 juli

## Geboren in Marbella
- Kepa Blanco González, profvoetballer
- Patrick Kujala, Fins autocoureur
- José López Domínguez, generaal en eerste minister
- Adrián Menéndez Maceiras, tennisser
- Txema del Olmo, oud-wielrenner
- Javier Ontiveros, profvoetballer
- Manuel Quirós, professioneel golfer
- Millie Bobby Brown, Brits actrice

## Overleden in Marbella
- Jaime Mora y Aragón, acteur en societyfiguur
- Fulgencio Batista, Cubaanse president
- Jeroen Boere, Nederlands voetballer
- Madeleine Carroll, Brits actrice
- Hasse Ekman, Zweeds acteur en filmregisseur
- Norbert Hougardy, Belgisch politicus
- Truusje Koopmans, Nederlands zangeres
- Alvin Lee, Brits rockgitarist en -zanger
- Ángel Miguel, professioneel golfer
- Brian Naylor, Brits Formule 1-coureur
- Jean Negulesco, Amerikaans filmregisseur
- Jaime Ortiz Patiño, golfspeler
- Rick Parfitt, Brits musicus Status Quo
- Tom Parker, Brits musicus
- Otto Ernst Remer, Duits Wehrmachtofficier
- Gerrit van der Valk, Nederlands zakenman, horecabaas

## Bekende personen woonachtig (geweest) in Marbella
- Fulgencio Batista, Cubaans president
- Jesús Gil y Gil, Spaans voetbalvoorzitter, politicus, burgemeester
- Vanessa Hoefkens, Vlaams mediafiguur en model
- Rienk Kamer, Nederlands beleggingsgoeroe
- Hans Kazàn, goochelaar en televisiepresentator
- Martine Baay-Timmerman, Nederlands advocate en politica
- James Hunt, Brits Formule 1-coureur, wereldkampioen 1976

## Foto's

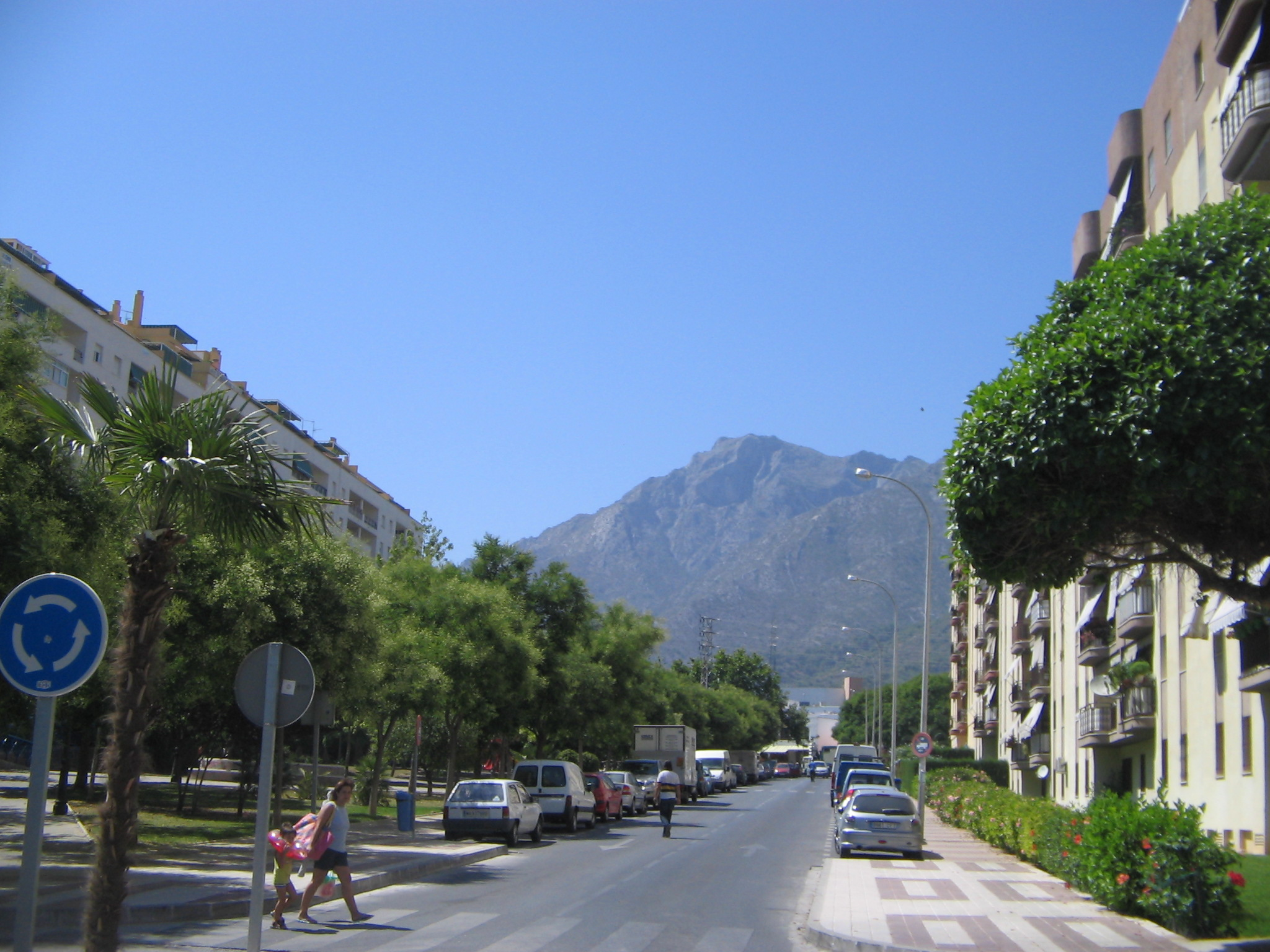
Straat en achterland
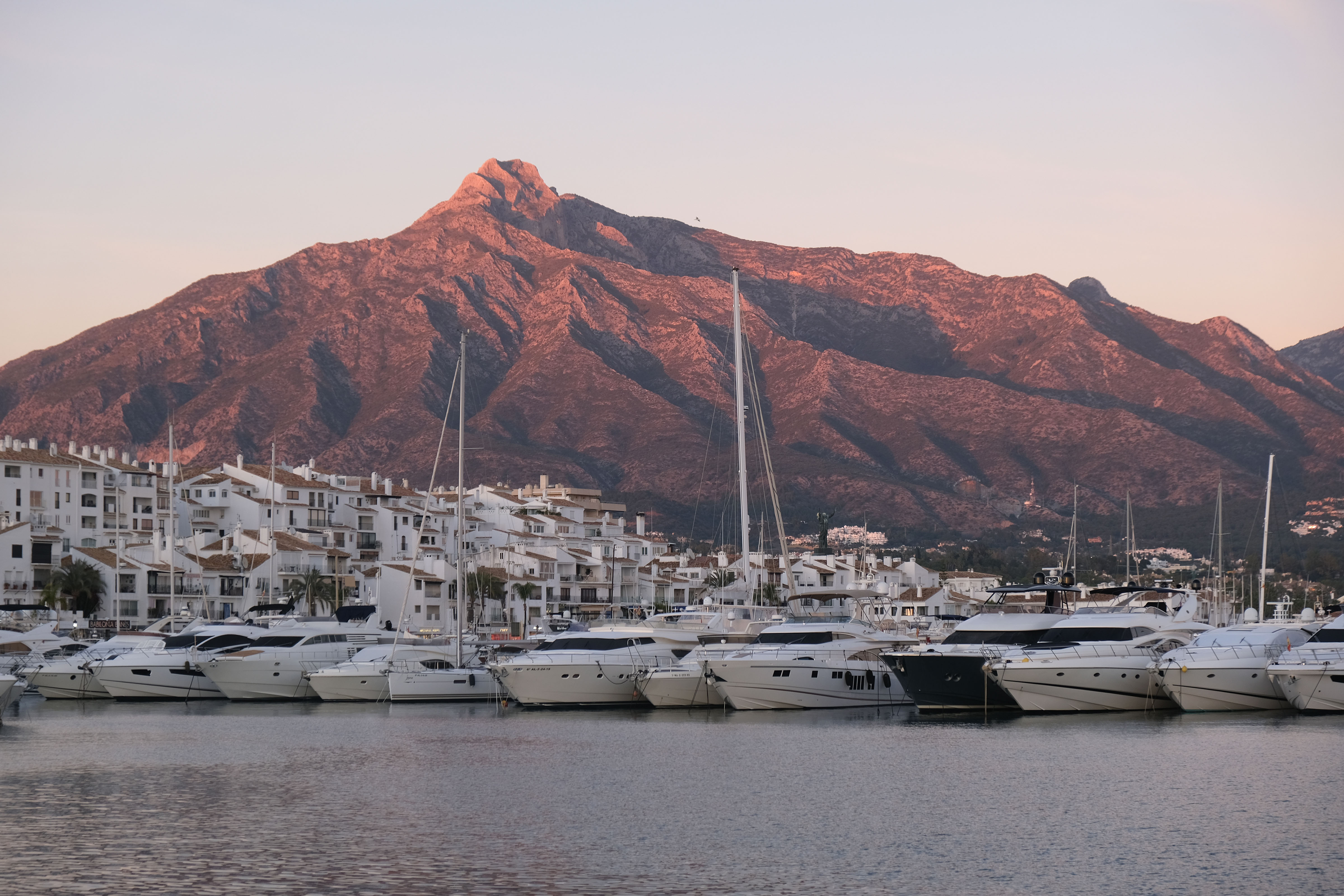
Puerto Banús
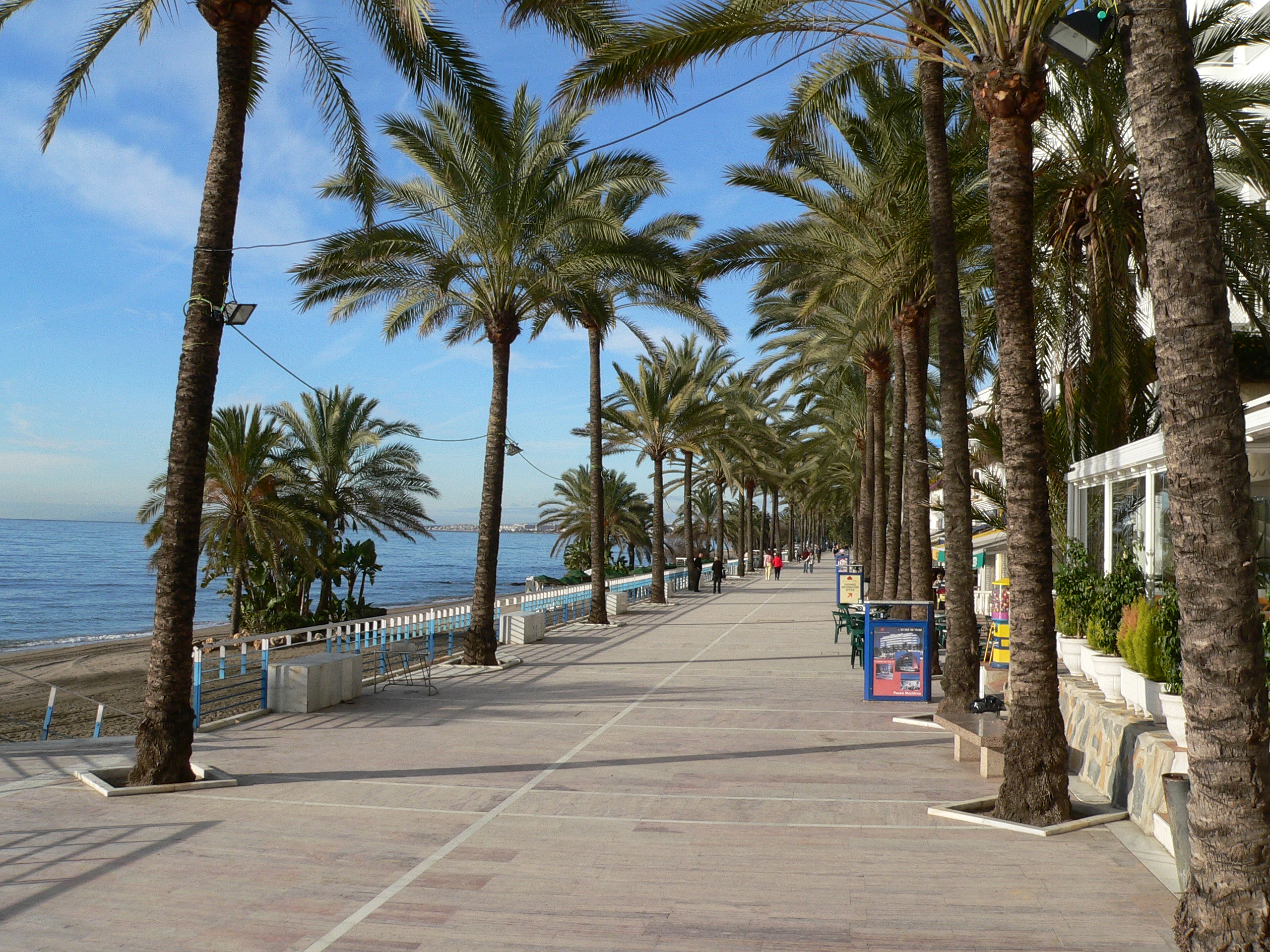
Boulevard
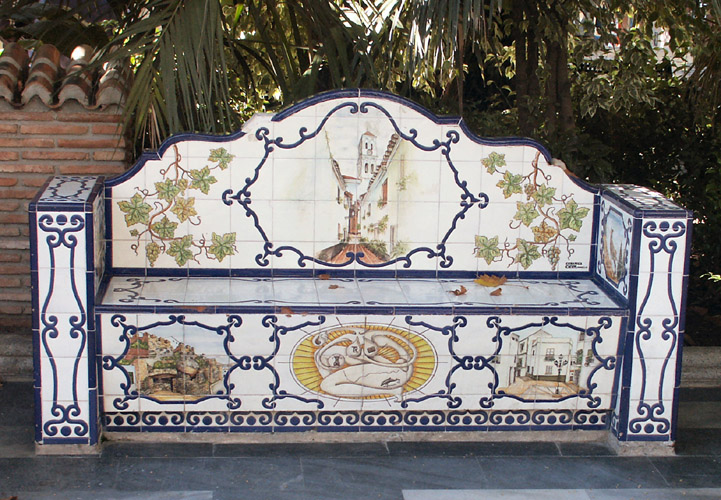
Almeda Park
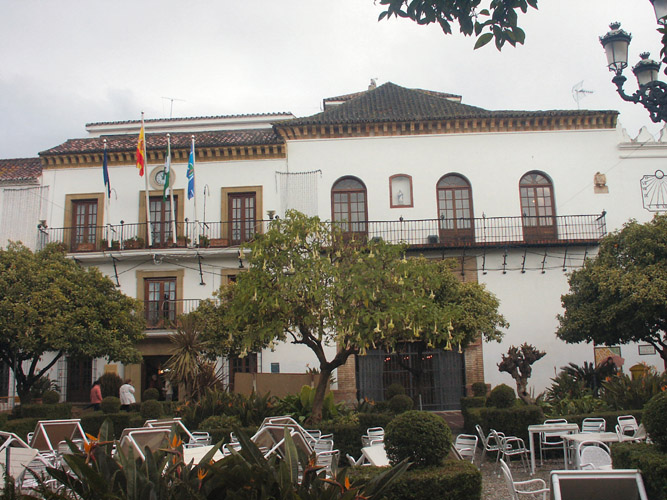
Plaza de los Naranjos
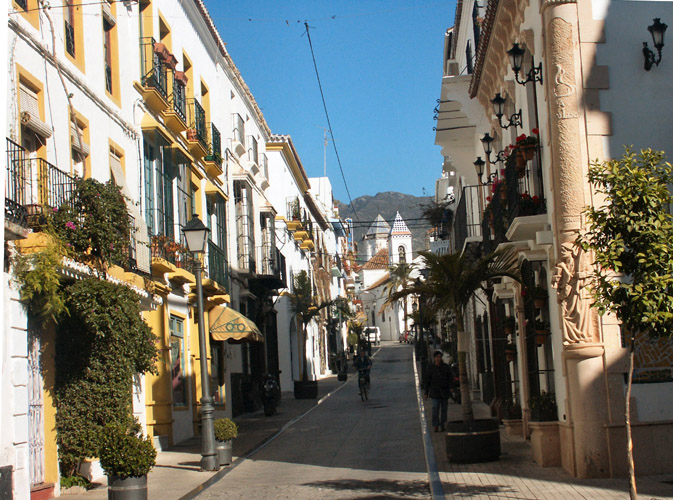
De oude stad